# Les Authieux-du-Puits
Les Authieux-du-Puits – miejscowość i gmina we Francji, w regionie Normandia, w departamencie Orne.
Według danych na rok 1990 gminę zamieszkiwały 62 osoby, a gęstość zaludnienia wynosiła 14 osób/km² (wśród 1815 gmin Dolnej Normandii Authieux-du-Puits plasuje się na 824. miejscu pod względem liczby ludności, natomiast pod względem powierzchni na miejscu 928.).